# Nico O'Reilly
Nico O'Reilly, né le 21 mars 2005 à Manchester, est un footballeur anglais qui évolue au poste de défenseur gauche à Manchester City.

## Biographie

### Carrière en club
Né à Manchester en Angleterre, Nico O'Reilly est formé par le Manchester City, dont il intègre l'académie dès l'âge de 8 ans,.
Il joue son premier match avec l'équipe première du club le 10 août 2024, titularisé lors de la victoire aux tirs au but contre Manchester United en Community Shield.
Le 23 octobre 2024, il joue son premier match de Ligue des champions avec Manchester City, remplaçant Erling Haaland pour les 10 dernières minutes d'une victoire contre le Sparta Prague.

### Carrière en sélection
Nico O'Reilly est international anglais junior avec l'équipe des moins de 20 ans à partir de septembre 2024.

## Statistiques
| Saison                | Club                  | Championnat           | Championnat | Championnat | Championnat | Coupe nationale | Coupe nationale | Coupe nationale | Coupe de la Ligue | Coupe de la Ligue | Coupe de la Ligue | Supercoupe | Supercoupe | Supercoupe | Compétition(s) continentale(s) | Compétition(s) continentale(s) | Compétition(s) continentale(s) | Compétition(s) continentale(s) | Coupe du monde des clubs | Coupe du monde des clubs | Coupe du monde des clubs | Total | Total | Total |
| Saison                | Club                  | Division              | M.          | B.          | P.d.        | M.              | B.              | P.d.            | M.                | B.                | P.d.              | M.         | B.         | P.d.       | Comp.                          | M.                             | B.                             | P.d.                           | M.                       | B.                       | P.d.                     | M.    | B.    | P.d.  |
| 2024-2025             | Manchester City       | Premier League        | 9           | 2           | 0           | 6               | 3               | 2               | 2                 | 0                 | 0                 | 1          | 0          | 0          | C1                             | 1                              | 0                              | 0                              | 2                        | 0                        | 0                        | 21    | 5     | 2     |
| 2025-2026             | Manchester City       | Premier League        | 1           | 0           | 0           | 0               | 0               | 0               | 0                 | 0                 | 0                 | -          | -          | -          | C1                             | 0                              | 0                              | 0                              | -                        | -                        | -                        | 1     | 0     | 0     |
| Total sur la carrière | Total sur la carrière | Total sur la carrière | 10          | 2           | 0           | 6               | 3               | 2               | 2                 | 0                 | 0                 | 1          | 0          | 0          | -                              | 1                              | 0                              | 0                              | 2                        | 0                        | 0                        | 22    | 5     | 2     |

## Palmarès
Manchester City
- Community Shield (1)
  - Vainqueur en 2024
- Coupe d'Angleterre
  - Finaliste : 2025